# Copa EuroAmericana 2014
Navigation
Édition précédente Édition suivante
La Copa EuroAmericana 2014 est la deuxième édition de cette compétition estivale de football organisée par le groupe audiovisuel américain DirecTV opposant des clubs issus de différentes confédérations et se disputant sur le continent américain. 
Elle a lieu entre le 20 juillet 2014 et le 2 août 2014 dans neuf stades répartis en Amérique du Sud, aux États-Unis et au Mexique.

## Format
Chaque match dure 90 minutes. En cas de match nul au terme de ces 90 minutes, une prolongation de deux fois 15 minutes est disputée. Si les deux équipes restent à égalité, le vainqueur est décidé aux tirs au but.
Chaque vainqueur rapporte un point à sa confédération et la confédération avec le plus de points sera sacrée championne.

## Équipes participantes
| Confédération | Équipe                  |
| ------------- | ----------------------- |
| CONCACAF      | Club América            |
| CONCACAF      | San José Earthquakes    |
| CONMEBOL      | Estudiantes de la Plata |
| CONMEBOL      | Palmeiras               |
| CONMEBOL      | Universidad Católica    |
| CONMEBOL      | Atlético Nacional       |
| CONMEBOL      | Junior FC               |
| CONMEBOL      | Alianza Lima            |
| CONMEBOL      | Universitario           |
| UEFA          | Atlético de Madrid      |
| UEFA          | Valence CF              |
| UEFA          | AS Monaco               |
| UEFA          | ACF Fiorentina          |

## Stades
| Barranquilla           | Lima                            | Mexico                     |
| ---------------------- | ------------------------------- | -------------------------- |
| Stade Metropolitano    | Estadio Nacional                | Stade Azteca               |
| Colombie               | Pérou                           | Mexique                    |
| Capacité : 46 788      | Capacité : 50 000               | Capacité : 105 000         |
|                        |                                 |                            |
| San Francisco          | Miami                           | La Plata                   |
| Candlestick Park       | Marlins Park                    | Estadio Ciudad de La Plata |
| États-Unis             | États-Unis                      | Argentine                  |
| Capacité : 69 732      | Capacité : 36 742               | Capacité : 53 000          |
|                        |                                 |                            |
| Lima                   | Santiago                        | São Paulo                  |
| Estadio Monumental "U" | Estadio San Carlos de Apoquindo | Stade du Pacaembu          |
| Pérou                  | Chili                           | Brésil                     |
| Capacité : 80 093      | Capacité : 16 000               | Capacité : 40 199          |
|                        |                                 |                            |

## Matchs
| 20 juillet 2014 | Junior FC | 0 – 1 | AS Monaco      | Stade Metropolitano, Barranquilla, Colombie |                                          |
| 17:00 UTC−05:00 |           |       | 45+1e Berbatov | Arbitrage : Hernando Buitrago (Colombie)    | Arbitrage : Hernando Buitrago (Colombie) |
| 17:00 UTC−05:00 | rapport   |       |                | Arbitrage : Hernando Buitrago (Colombie)    | Arbitrage : Hernando Buitrago (Colombie) |

| 23 juillet 2014 | Atlético Nacional       | 2 – 4 | AS Monaco                                                        | Marlins Park, Miami, États-Unis        |                                        |
| 19:00 UTC−05:00 | Tréllez 63e · Pérez 88e |       | 6e Martial · 16e Berbatov · 39eFabinho · 90+2e Ferreira Carrasco | Arbitrage : Mark Kadlecik (États-Unis) | Arbitrage : Mark Kadlecik (États-Unis) |
| 19:00 UTC−05:00 | rapport                 |       |                                                                  | Arbitrage : Mark Kadlecik (États-Unis) | Arbitrage : Mark Kadlecik (États-Unis) |

| 26 juillet 2014 | Estudiantes de La Plata | 0 – 1 | ACF Fiorentina | Estadio Ciudad de La Plata, La Plata, Argentine |                                       |
| 15:00 UTC−03:00 |                         |       | 29e Gómez      | Arbitrage : Néstor Pitana (Argentine)           | Arbitrage : Néstor Pitana (Argentine) |
| 15:00 UTC−03:00 | rapport                 |       |                | Arbitrage : Néstor Pitana (Argentine)           | Arbitrage : Néstor Pitana (Argentine) |

| 26 juillet 2014 | Alianza Lima                                                                                                   | 2 – 2           | Valence CF                                                                                          | Estadio Nacional, Lima, Pérou                         |                                                       |
| 17:00 UTC−04:00 | Guevgeozián 13e · Montes 27e                                                                                   |                 | 56e Alcácer · 62e Otamendi                                                                          | Spectateurs : 10 000 Arbitrage : Manuel Garay (Pérou) | Spectateurs : 10 000 Arbitrage : Manuel Garay (Pérou) |
| 17:00 UTC−04:00 | rapport |                 | | Spectateurs : 10 000 Arbitrage : Manuel Garay (Pérou) | Spectateurs : 10 000 Arbitrage : Manuel Garay (Pérou) |
| 17:00 UTC−04:00 | Ibáñez · Aparicio · Trujillo · Uribe · González-Vigil · Kahn · Guizasola · Molina · Donayre · Forsyth · Ibáñez | Tirs au but 9–8 | Alcácer · Otamendi · Gomes · Barragán · De Paul · Fuego · Ruiz · Ibáñez · Gayá · Doménech · Alcácer | Spectateurs : 10 000 Arbitrage : Manuel Garay (Pérou) | Spectateurs : 10 000 Arbitrage : Manuel Garay (Pérou) |

| 27 juillet 2014 | San Jose Earthquakes                               | 0 – 0           | Atlético de Madrid                          | Candlestick Park, San Francisco, États-Unis |                                          |
| 17:00 UTC−06:00 |                                                    |                 |                                             | Arbitrage : Ramón Hernández (États-Unis)    | Arbitrage : Ramón Hernández (États-Unis) |
| 17:00 UTC−06:00 | rapport                                            |                 |                                             | Arbitrage : Ramón Hernández (États-Unis)    | Arbitrage : Ramón Hernández (États-Unis) |
| 17:00 UTC−06:00 | Stephenson · Cronin · Schuler · Francis · Barklage | Tirs au but 3–4 | Siqueira · Gabi · Miranda · Suárez · Ñíguez | Arbitrage : Ramón Hernández (États-Unis)    | Arbitrage : Ramón Hernández (États-Unis) |

| 29 juillet 2014 | Universidad Católica | 1 – 0 | Valence CF | Estadio San Carlos de Apoquindo, Santiago, Chili |                                   |
| 19:00 UTC−05:00 | Muñoz 89e            |       |            | Arbitrage : Enrique Osses (Chili)                | Arbitrage : Enrique Osses (Chili) |
| 19:00 UTC−05:00 | rapport              |       |            | Arbitrage : Enrique Osses (Chili)                | Arbitrage : Enrique Osses (Chili) |

| 30 juillet 2014 | Club América                                  | 0 – 0           | Atlético de Madrid                        | Stade Azteca, Mexico, Mexique        |                                      |
| 16:00 UTC−06:00 |                                               |                 |                                           | Arbitrage : Roberto García (Mexique) | Arbitrage : Roberto García (Mexique) |
| 16:00 UTC−06:00 | rapport                                       |                 |                                           | Arbitrage : Roberto García (Mexique) | Arbitrage : Roberto García (Mexique) |
| 16:00 UTC−06:00 | Jiménez · Zúñiga · Velasco · Burón · González | Tirs au but 3–2 | Gabi · Siqueira · Koke · Suárez · Miranda | Arbitrage : Roberto García (Mexique) | Arbitrage : Roberto García (Mexique) |

| 30 juillet 2014 | Palmeiras                     | 2 – 1 | ACF Fiorentina | Stade du Pacaembu, São Paulo, Brésil |                                    |
| 21:00 UTC−03:00 | Victor Luis 14e · Leandro 35e |       | 72e Rossi      | Arbitrage : Raphael Claus (Brésil)   | Arbitrage : Raphael Claus (Brésil) |
| 21:00 UTC−03:00 | rapport                       |       |                | Arbitrage : Raphael Claus (Brésil)   | Arbitrage : Raphael Claus (Brésil) |

| 2 août 2014     | Universitario | 0 – 1 | ACF Fiorentina | Estadio Monumental, Lima, Pérou          |                                          |
| 18:00 UTC−04:00 |               |       | 33e Brillante  | Arbitrage : Víctor Hugo Carrillo (Pérou) | Arbitrage : Víctor Hugo Carrillo (Pérou) |
| 18:00 UTC−04:00 | rapport       |       |                | Arbitrage : Víctor Hugo Carrillo (Pérou) | Arbitrage : Víctor Hugo Carrillo (Pérou) |

## Meilleur buteur
| Rang | Nom                       | Équipe               | Buts |
| ---- | ------------------------- | -------------------- | ---- |
| 1    | Dimitar Berbatov          | AS Monaco            | 2    |
| 2    | Paco Alcácer              | Valence CF           | 1    |
| 2    | Joshua Brillante          | ACF Fiorentina       | 1    |
| 2    | Fabinho                   | AS Monaco            | 1    |
| 2    | Yannick Ferreira Carrasco | AS Monaco            | 1    |
| 2    | Mario Gómez               | ACF Fiorentina       | 1    |
| 2    | Mauro Guevgeozián         | Alianza Lima         | 1    |
| 2    | Leandro                   | Palmeiras            | 1    |
| 2    | Anthony Martial           | AS Monaco            | 1    |
| 2    | Mauricio Montes           | Alianza Lima         | 1    |
| 2    | José Luis Muñoz           | Universidad Católica | 1    |
| 2    | Nicolás Otamendi          | Valence CF           | 1    |
| 2    | Sebastián Pérez           | Atlético Nacional    | 1    |
| 2    | Giuseppe Rossi            | ACF Fiorentina       | 1    |
| 2    | Santiago Tréllez          | Atlético Nacional    | 1    |
| 2    | Victor Luis               | Palmeiras            | 1    |